# Metal Lwów
Żydowski Robotniczy Klub Sportowy Metal Lwów (hebr. ‏מועדון ספורט פועלים יהודי מַתֶכֶת לעמבעריק‎, Mu’adon Sport Poalim Yahodi Matehet Lemberik) – żydowski klub piłkarski z siedzibą w mieście Lwów, działający w latach 1922–1932.

## Historia
Żydowski Robotniczy Klub Sportowy Metal został założony we Lwowie na początku lat 20. XX wieku przez społeczność żydowską. W 1922 roku drużyna zadebiutowała w rozgrywkach Klasy C podokręgu Lwów Lwowskiego OZPN. Już w następnym 1923 roku zespół w barażach wywalczył awans do Klasy B, podokręg Lwów, w której grał nieprzerwanie od 1924, ale nie utrzymał się w niej i po roku spadł do Klasy C. W 1932 po raz ostatni zagrał w rozgrywkach Klasy B. Ale już w następnym sezonie klub nie przystąpił do rozgrywek i został rozwiązany.

## Barwy klubowe
Klub miał barwy malinowo czarne. Piłkarze domowe spotkania zazwyczaj grali w malinowo czarnych strojach.

## Poszczególne sezony

### Rozgrywki krajowe
| \| Polska \| Bilans występów klubu w rozgrywkach piłkarskich Polski (Stan na 31 maja 2025 r.) \| \| |                                                                                  |        |       |   |   |   |    |    |     |           |        |        |      |
| Poziom                                                                                              | Rozgrywki                                                                        | Sezony | Mecze | Z | R | P | B+ | B– | Pkt | Lata      | Awanse | Spadki | Naj. |
| I                                                                                                   | Liga                                                                             | 0      |       |   |   |   |    |    |     |           |        |        |      |
| II                                                                                                  | Klasa A / Liga Okręgowa                                                          | 0      |       |   |   |   |    |    |     |           |        |        |      |
| III                                                                                                 | Klasa B / Klasa A                                                                | 9      |       |   |   |   |    |    |     | 1924–1932 | 0      | 0      | ?    |
| IV                                                                                                  | III liga / Klasa C / Klasa B                                                     | 2      |       |   |   |   |    |    |     | 1922–1923 | 1      | 0      | 1    |
| | Puchar Polski                                                                    | 0      |       |   |   |   |    |    |     |           |        |        |      |
| Polska                                                                                              | Bilans występów klubu w rozgrywkach piłkarskich Polski (Stan na 31 maja 2025 r.) |        |       |   |   |   |    |    |     |           |        |        |      |

## Struktura klubu

### Stadion
Drużyna rozgrywała swoje mecze domowe we Lwowie na stadionie Pogoni Lwów lub na stadionie Czarnych Lwów na Bednarówce.